# Gare Lachine
La gare Lachine est une du Réseau de transport métropolitain (Exo) située dans l'ouest de l'arrondissement montréalais du même nom. Elle dessert les trains de banlieue de la ligne Vaudreuil–Hudson.

## Correspondances
Société de transport de Montréal
Aucune ligne d'autobus dessert la gare, seul un service de taxi collectif y est offert. 
- Taxi collectif Gare Lachine